# Calicalicus rufocarpalis
Calicalicus rufocarpalis là một loài chim trong họ Vangidae.
Đây là loài đặc hữu của miền tây nam Madagascar.
Giống như rất nhiều loài chim trong họ khác, loài này lưỡng hình giới tính; chim trống có bộ lông sặc sỡ hơn chim mái. Chim trống có chỏm đầu, gáy và lông vũ xám nhạt, với màu trắng trên các lông tai và trán. 